# Katha Ankahee
Katha Ankahee è una serie televisiva indiana basata su Binbir Gece, meglio conosciuta come Le mille e una notte. Vede come protagonisti da Aditi Sharma e Adnan Khan ed è stata presentata in anteprima il 5 dicembre 2022 su Sony Entertainment Television.

## Personaggi
- Viaan, interpretato da Adnan Khan.
- Katha, interpretata da Aditi Sharma.

## Produzione
Sony Entertainment Television ha prodotto la serie a Mumbai.
Aditi Sharma e Adnan Khan sono stati ingaggiati come protagonisti.